# Phacelia pulchella
Phacelia pulchella är en strävbladig växtart som beskrevs av Asa Gray. Phacelia pulchella ingår i Faceliasläktet som ingår i familjen strävbladiga växter.

## Underarter
Arten delas in i följande underarter:
- P. p. atwoodii
- P. p. gooddingii

## Bildgalleri

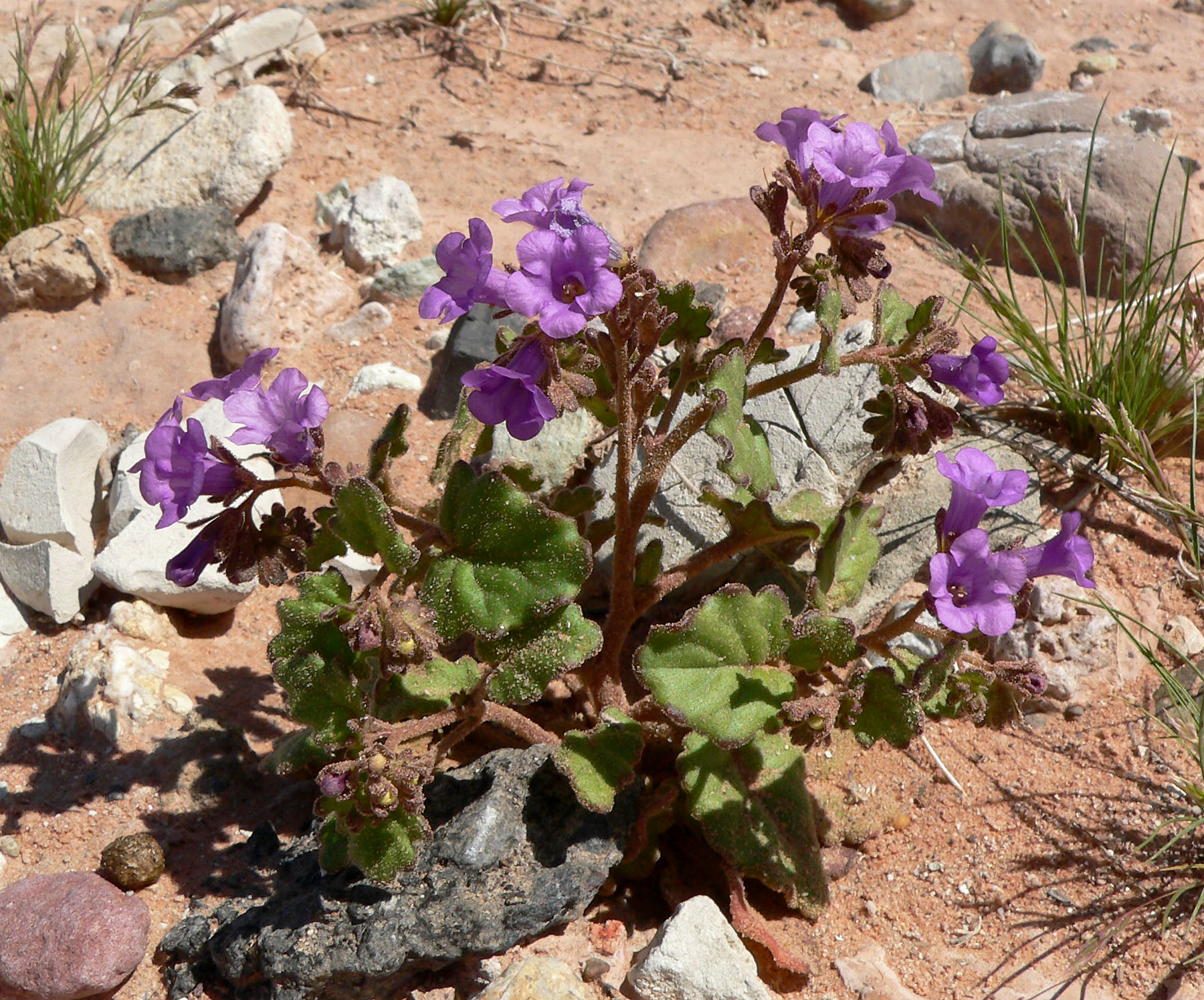
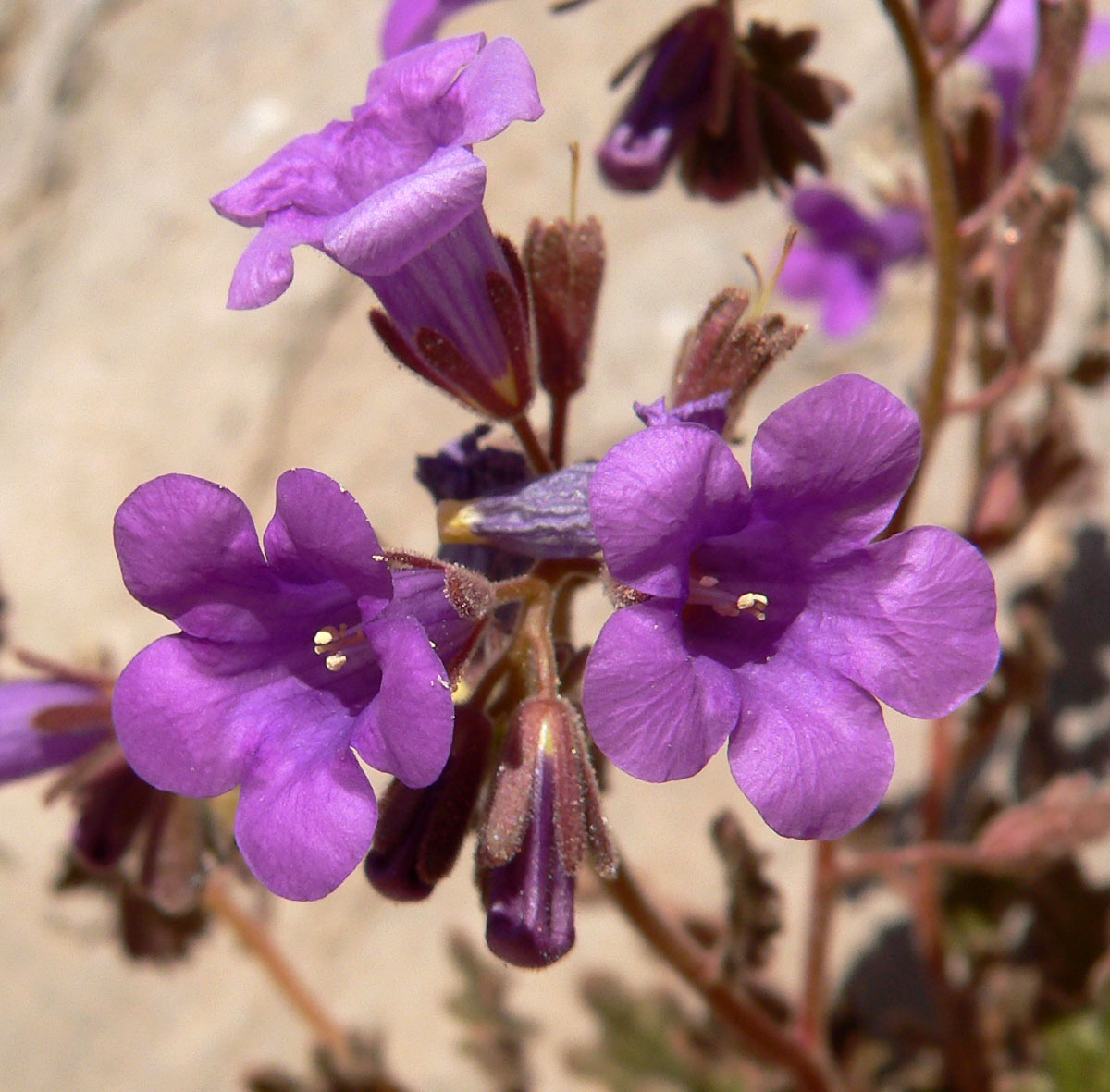
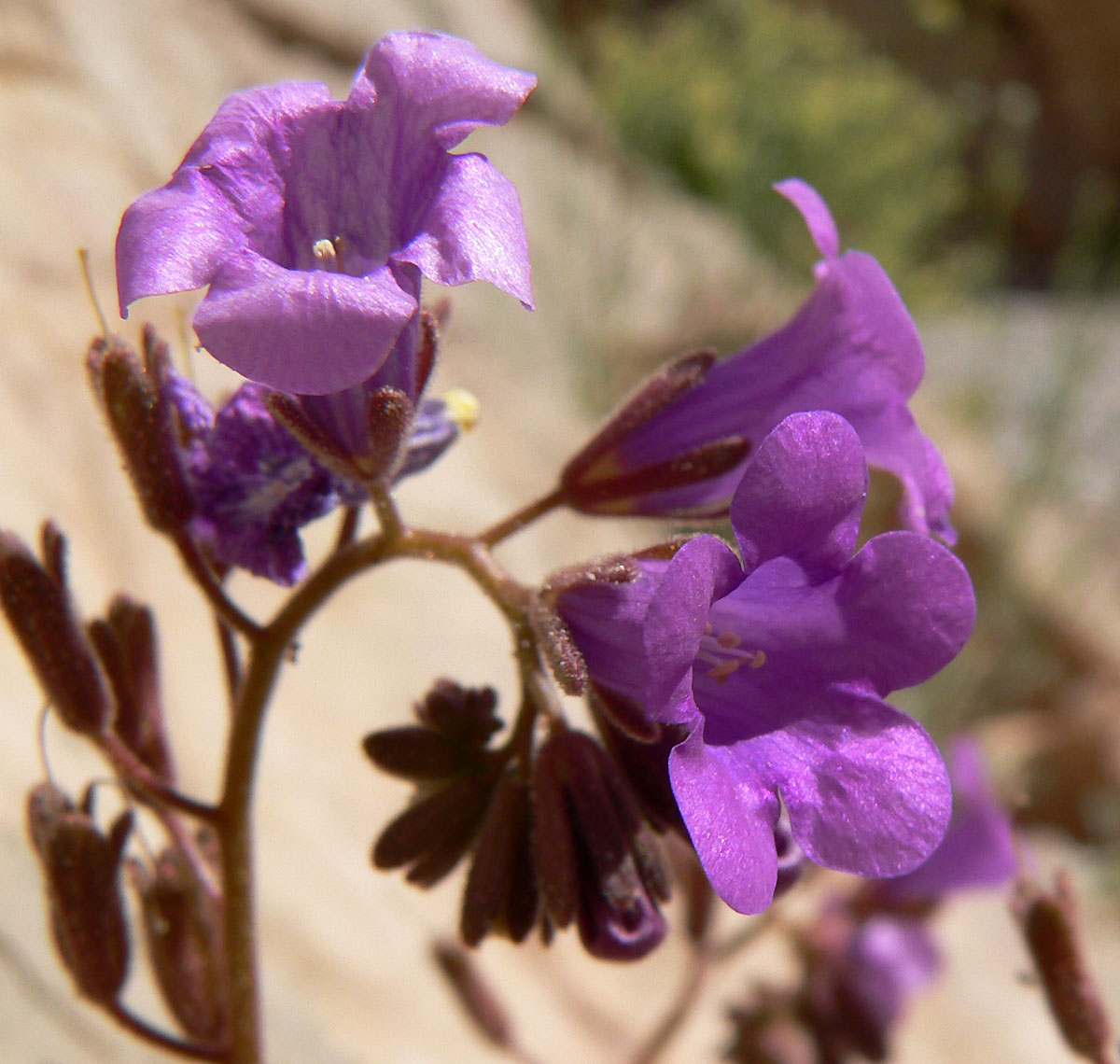
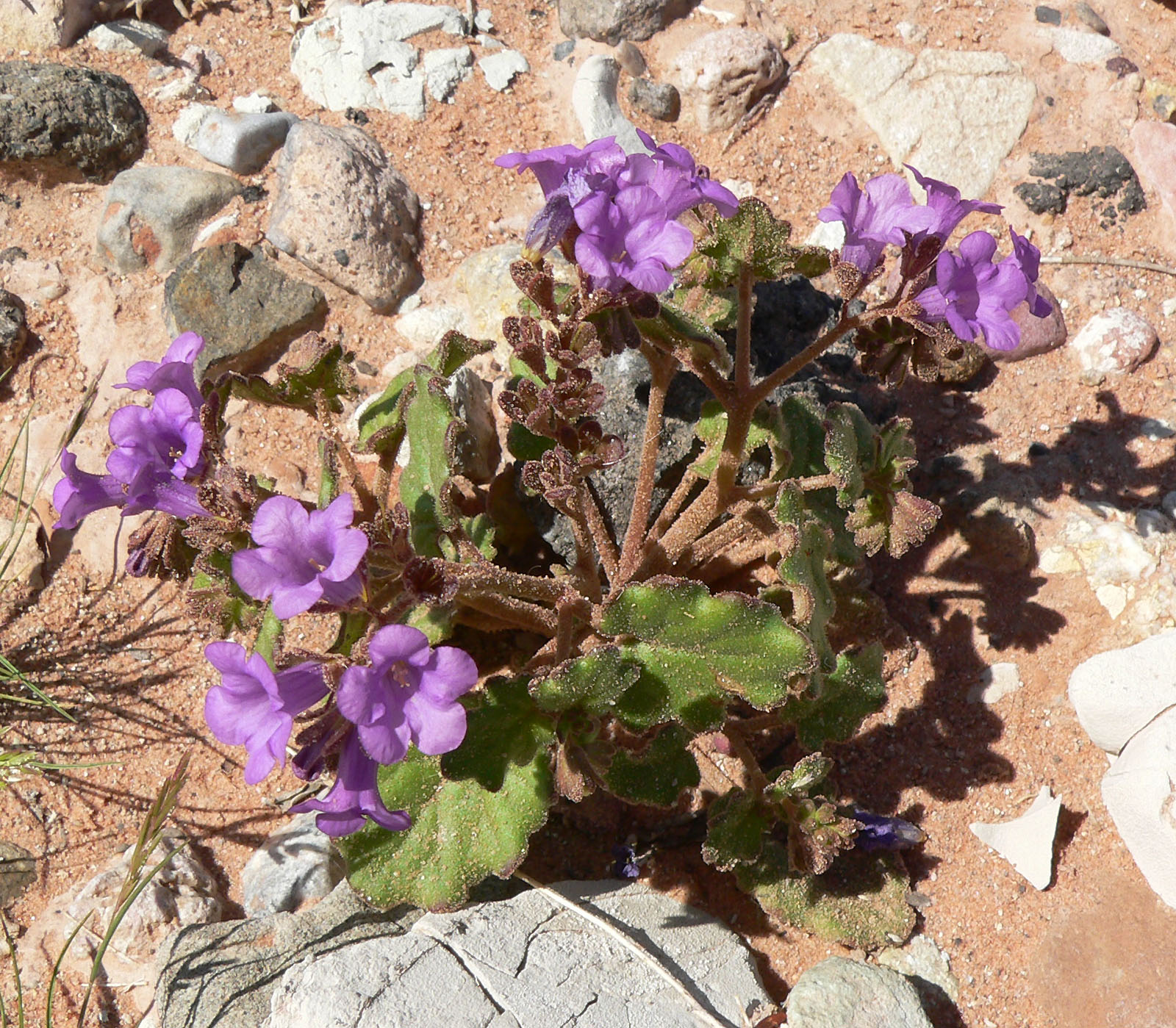
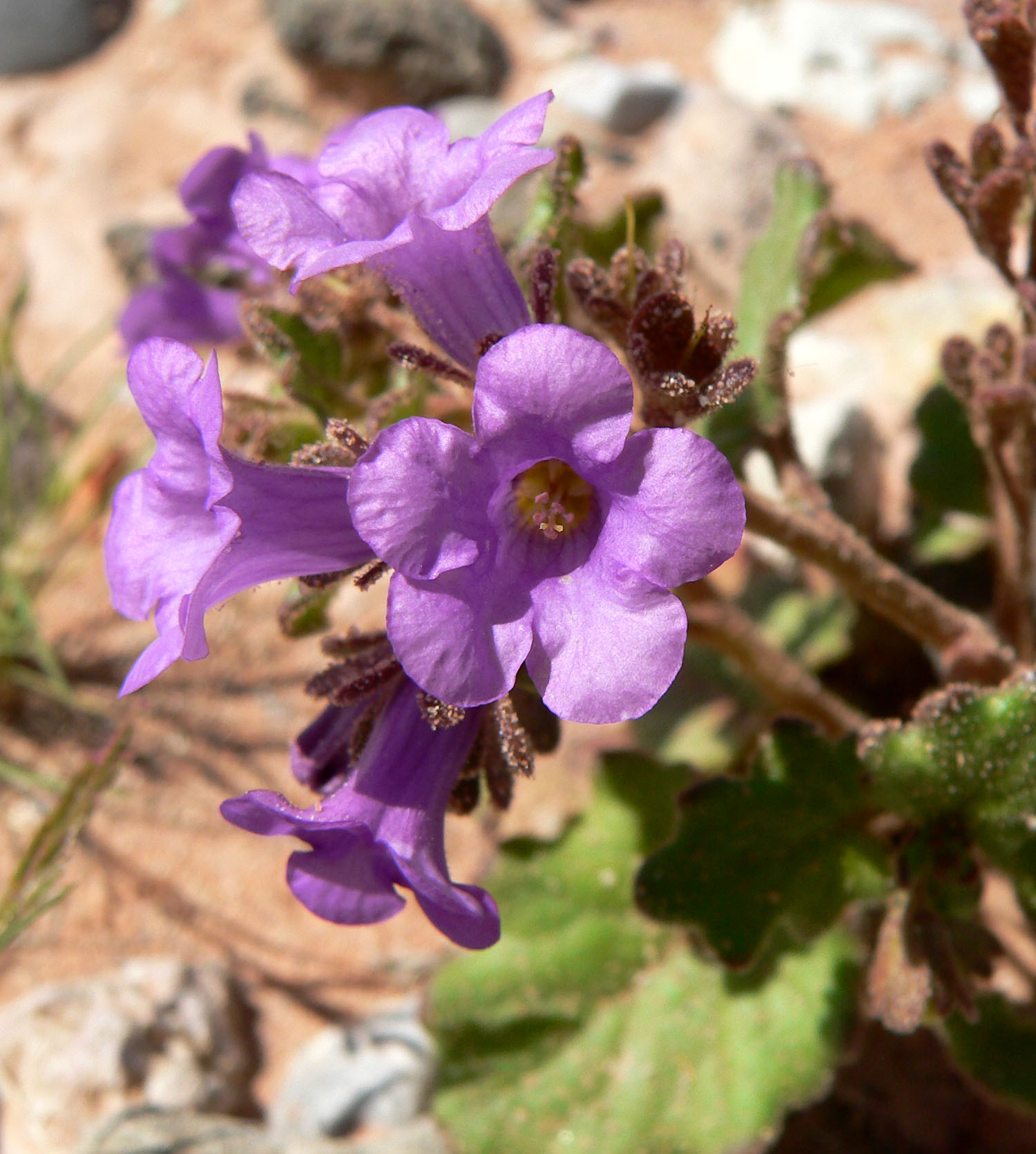
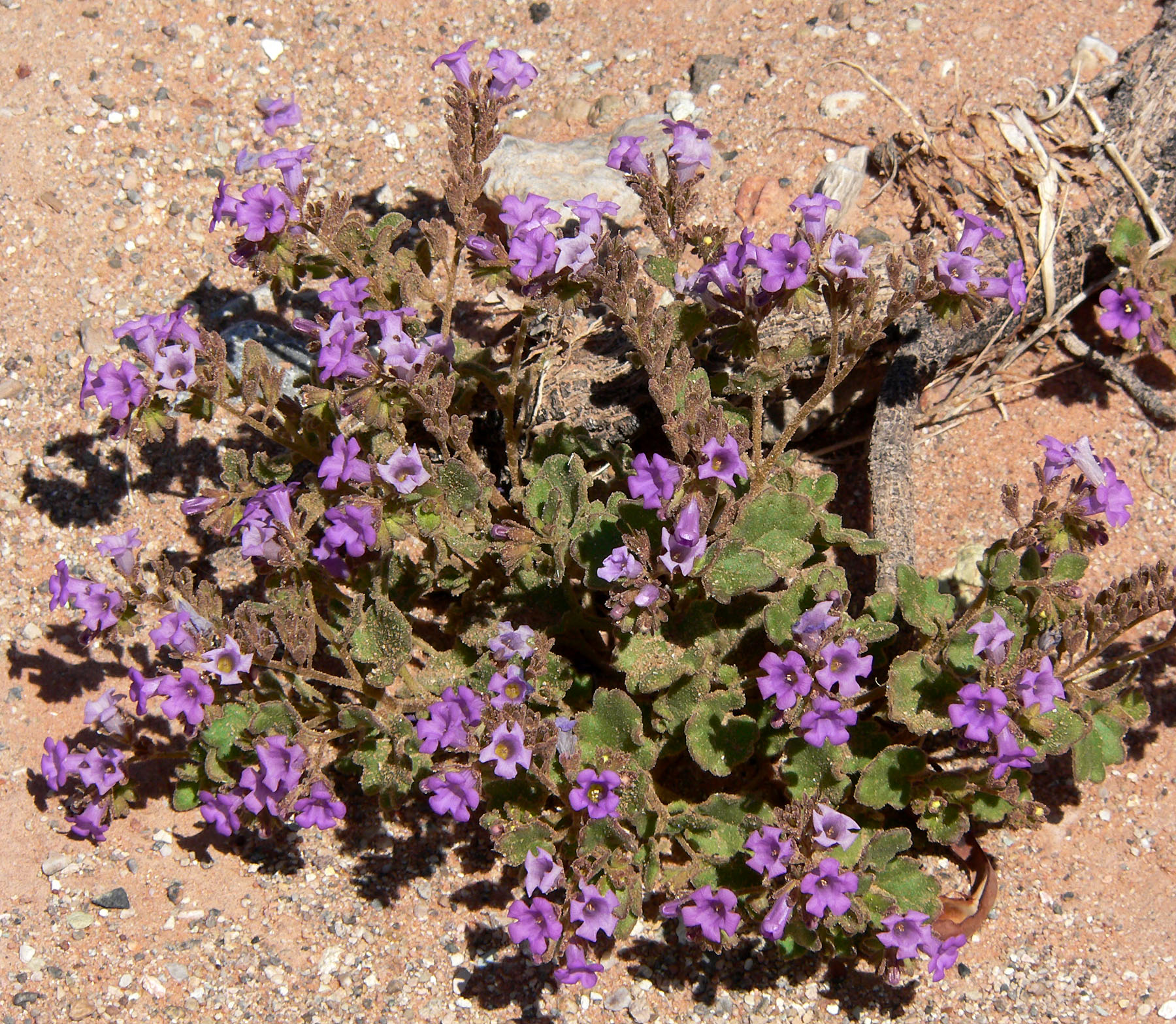